# Холунген
Холунген (нем. Holungen) — коммуна в Германии, в земле Тюрингия. 
Входит в состав района Айхсфельд. Подчиняется управлению Айксфельд-Зюдхарц.  Население составляет 932 человека (на 31 декабря 2006 года). Занимает площадь 6,79 км². Официальный код  —  16 0 61 051.